# Kosí bratři
Kosí bratři je československý večerníček z roku 1980 režírovaný Garikem Sekem.

## Obsazení
Hlavními postavami večerníčku jsou dva kosí bratři, Josef a Václav. Josef nosí modrou čepičku s bambulí, Václav nosí červenou kšiltovku. Společně zažívají různá dobrodružství. V druhé sérii nazvané Kosí bratři a větrný kohout získají nového kamaráda, větrného kohouta Kamila.

## Seznam dílů
1. Jak to bylo na pouti
2. Jak chodili přes černý les
3. Jak to bylo se sametovými křídly
4. Jak stavěli metro
5. Jak měli starosti s vrtulníkem
6. Jak si vyšli do ZOO
7. Jak si pochutnali na lívancích
8. Jak udělali dobrý skutek
9. Jak si zalyžovali
10. Jak přišli o kolo
11. Jak jim učaroval létající koberec
12. Jak si namalovali čerta
13. Jak našli špendlík